# David Narey
David Alan Narey est un footballeur écossais, né à Dundee le 12 juin 1956. Il fait partie du Scottish Football Hall of Fame, depuis 2010, lors de la septième session d'intronisation.

## Biographie
En tant que défenseur central, il fut international écossais à 35 reprises (1977-1989) pour un but.
Sa première sélection fut en match amical, à Hampden Park le 27 avril 1977, contre la Suède, en tant que remplaçant, qui se solda par une victoire écossaise (3-1).
Il participa à la Coupe du monde 1982, en Espagne. Il fut titulaire contre le Brésil et l'URSS et remplaçant contre la Nouvelle-Zélande. Il inscrit un but à la 18e minute contre le Brésil, ce qui est le seul but en sélection nationale, mais cela ne suffit pas à gagner ce match (défaite 1-4).
Il participa aussi la Coupe du monde 1986, au Mexique. Il joua deux matchs sur trois en tant que titulaire (RFA et Uruguay).
Sa dernière sélection fut jouée à Limassol, le 8 février 1989 contre Chypre, qui se solda par une victoire écossaise (3-2).
Il joua dans deux clubs écossais : Dundee United Football Club (1973-1994) et Raith Rovers Football Club (1994-1995).
Avec le premier, il remporte deux Coupes de la Ligue écossaise de football (1980 et 1981), un Championnat d'Écosse de football en 1983, une Coupe d'Écosse de football en 1994. Il fut finaliste de la Coupe UEFA en 1987, battu par l'IFK Göteborg.
Avec le second, il remporta le Championnat d'Écosse de football de deuxième division et la Coupe de la Ligue écossaise de football en 1995.
En 1992, il fut honoré du titre de Membre de l'Ordre de l'Empire britannique, ordre de chevalerie du système honorifique britannique.

## Palmarès
Avec Dundee United
- Coupe de la Ligue écossaise de football
  - Vainqueur en 1980 et en 1981
  - Finaliste en 1982 et en 1985
- Championnat d'Écosse de football
  - Champion en 1983
- Coupe d'Écosse de football
  - Vainqueur en 1994
  - Finaliste en 1974, en 1981, en 1987, en 1988 et en 1991
- Coupe UEFA
  - Finaliste en 1987

Avec Raith Rovers
- Championnat d'Écosse de deuxième division
  - Champion en 1995
- Coupe de la Ligue écossaise
  - Vainqueur en 1995